# بيليه
إدسون أرانتيس دو ناسيمنتو (تلفظ برتغالي: ‎/ˈɛtsõ (w)ɐˈɾɐ̃tʃiz du nɐsiˈmẽtu/‏؛ 23 أكتوبر 1940 – 29 ديسمبر 2022)، المعروف باسمه المستعار بيليه (تلفظ برتغالي: ‎/peˈlɛ/‏)، كان لاعب كرة قدم برازيلي محترف سابق لعب كمهاجم. يُعتبر أحد أعظم اللاعبين في كل العصور، وصنفه الاتحاد الدولي لكرة القدم «الأعظم»، وكان من بين أكثر الشخصيات الرياضية نجاحًا وشعبية في القرن العشرين. في عام 1999، تم تسميته رياضي القرن من قبل اللجنة الأولمبية الدولية، وأُدرج في قائمة التايمز لأهم 100 شخصية في القرن العشرين. في عام 2000، تم التصويت على بيليه كأفضل لاعب في العالم من قبل الاتحاد الدولي لتاريخ وإحصاء كرة القدم (IFFHS)، وكان أحد الفائزين المشتركين بجائزة لاعب القرن من فيفا. تم الاعتراف بـ1،279 هدفًا في 1363 مباراة لعبها، بما في ذلك المباريات الودية، كأرقام قياسية في موسوعة غينيس.
بدأ بيليه اللعب مع سانتوس في سن الخامسة عشرة والمنتخب البرازيلي في سن السادسة عشرة. خلال مسيرته الدولية، فاز بثلاث نهائيات لكأس العالم: 1958 و1962 و1970، وهو اللاعب الوحيد الذي فعل ذلك. بيليه هو ثاني هداف التاريخي للبرازيل برصيد 77 هدفًا في 92 مباراة خلف نيمار الذي حطم رقمه القياسي في سبتمبر 2023 حيث سجل 79 هدف في 125 مباراة. على مستوى النادي هو أفضل هداف في تاريخ سانتوس برصيد 643 هدفًا في 659 مباراة. في العصر الذهبي لسانتوس، قاد النادي إلى كوبا ليبرتادوريس 1962 و1963، وإلى كأس الإنتركونتيننتال 1962 و1963. يعود الفضل إلى بيليه في ربط عبارة «اللعبة الجميلة» بكرة القدم، وقد جعله «اللعب المثير والميل للأهداف الرائعة»  نجمًا في جميع أنحاء العالم، وقام فريقه بجولات دولية من أجل الاستفادة الكاملة من شعبيته. خلال أيام لعبه، كان بيليه لفترة من الزمن أعلى رياضي في العالم يحصل على أجر. منذ اعتزاله في عام 1977، كان بيليه سفيرًا عالميًا لكرة القدم، وقام بالعديد من المشاريع التمثيلية والتجارية. في عام 2010،  عُيَّن الرئيس الفخري لنيويورك كوسموس.
بلغ متوسط هدف في المباراة الواحدة طوال مسيرته، كان بيليه بارعًا في ضرب الكرة بأي من القدمين، بالإضافة إلى توقع تحركات خصومه على أرض الملعب. بينما كان في الغالب مهاجمًا، يمكنه أيضًا أن يتعمق ويأخذ دورًا في صناعة اللعب، ويصنع الأهداف بفضل رؤيته، وقدرته على التمرير، كما أنه سيستخدم مهاراته في المراوغة لتجاوز الخصوم. في البرازيل تم الترحيب به كبطل قومي لإنجازاته في كرة القدم، ودعمه الصريح للسياسات التي تعمل على تحسين الظروف الاجتماعية للفقراء. كان ظهوره في كأس العالم 1958، حيث أصبح أول نجم رياضي عالمي أسود مصدر إلهام. حصل بيليه طوال مسيرته المهنية وبعد اعتزاله على العديد من الجوائز الفردية، والجماعية لأدائه في هذا المجال وإنجازاته القياسية وإرثه في الرياضة.

## بداية حياته

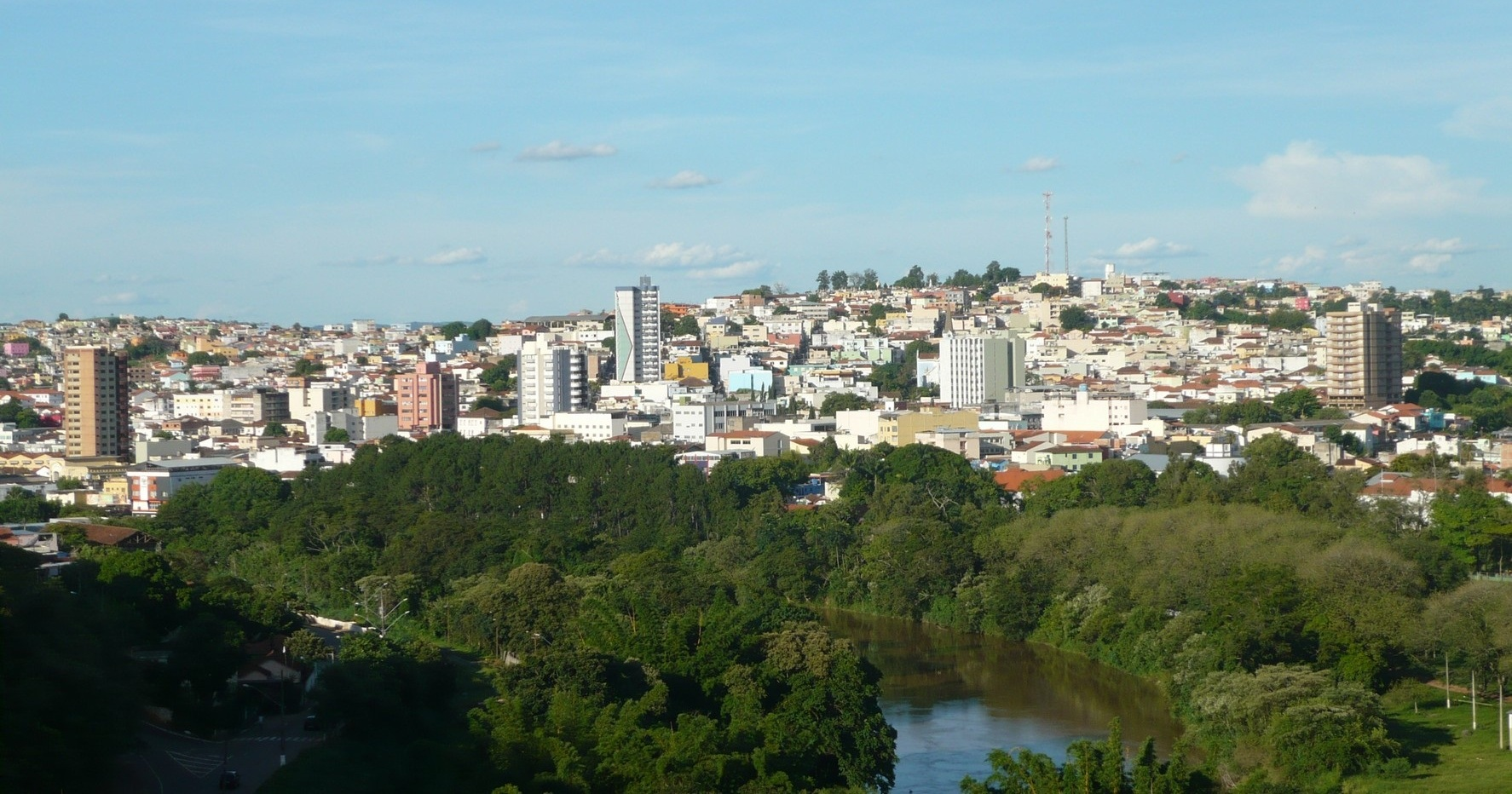
وُلد بيليه في تريس كاراكوس عام 1940، ولديه شارع باسمه في المدينة – روا إدسون أرانتيس دو ناسيمنتو. كما تم وضع تمثال بيليه بشكل بارز في ساحة بالقرب من وسط المدينة.

ولد بيليه إدسون أرانتيس دو ناسيمنتو في 23 أكتوبر 1940، في تريس كاراكوس، ميناس جرايس، البرازيل، لأب كان يلعب في نادي فلومينينسي دوندينو (من مواليد جواو راموس دو ناسيمنتو) وسيليست أرانتيس. كان أكبر شقيقين. سمي على اسم المخترع الأمريكي توماس إديسون. قرر والديه إزالة الحرف «i» وتسميته بـ «Edson»، ولكن كان هناك خطأ في شهادة الميلاد، مما دفع العديد من المستندات إلى إظهار اسمه كـ«Edison» وليس «Edson» كما يُدعى. كان يلقب في الأصل بـ «ديكو» من قبل عائلته. حصل على لقب «بيليه» خلال أيام دراسته، حيث قيل إنه حصل عليها بسبب نطقه لاسم لاعبه المفضل، حارس مرمى فاسكو دا جاما بيليه، والذي أخطأ في نطقه ولكن كلما اشتكى أكثر كلما تعلق الأمر. ذكر بيليه في سيرته الذاتية أنه ليس لديه أي فكرة عما يعنيه الاسم، ولا أصدقائه القدامى. بصرف النظر عن التأكيد على أن الاسم مشتق من اسم بيليه، وأنه عبري لكلمة «معجزة» (פֶּ֫לֶא)، فإن الكلمة ليس لها معنى معروف في اللغة البرتغالية.
نشأ بيليه وسط فقر في باورو بولاية ساو باولو. حصل على أموال إضافية من خلال العمل في المقاهي كخادم. تعلم اللعب من قبل والده، ولم يكن قادراً على تحمل نفقات كرة قدم مناسبة وعادة ما كان يلعب بجورب محشو بورق جرائد ومربوط بخيط أو جريب فروت. لعب لعدة فرق هواة في شبابه، بما في ذلك سيت دي سيتيمبرو و كانتو دو ريو و ساو باولينيو و أميريكينها. قاد بيليه نادي باورو الرياضي للناشئين (بتدريب فالديمار دي بريتو) إلى بطولتين للشباب في ولاية ساو باولو. في منتصف سن المراهقة، لعب لفريق كرة قدم داخلي يسمى راديوم. أصبحت كرة القدم في الأماكن المغلقة مشهورة في باورو عندما بدأ بيليه في لعبها. كان جزءًا من أول مسابقة كرة قدم داخل الصالات (كرة قدم داخلية) في المنطقة. فاز بيليه وفريقه بالبطولة الأولى وعدة بطولات أخرى.
وفقا لبيليه، فإن كرة الصالات تمثل تحديات صعبة. قال إنها كانت أسرع بكثير من كرة القدم على العشب وأن اللاعبين مطالبون بالتفكير بشكل أسرع لأن الجميع قريبون من بعضهم البعض في الملعب. ينسب بيليه الفضل إلى كرة الصالات لمساعدته على التفكير بشكل أفضل على الفور. بالإضافة إلى ذلك، سمحت له كرة الصالات باللعب مع البالغين عندما كان يبلغ من العمر 14 عامًا تقريبًا. في إحدى البطولات التي شارك فيها، كان يُعتبر في البداية أصغر من أن يلعب، لكنه في النهاية حصل على لقب الهداف برصيد 14 أو 15 هدفًا. قال بيليه: «لقد منحني ذلك الكثير من الثقة، عرفت حينها ألا أخاف مما قد يأتي».

## مسيرته الكروية

### سانتوس

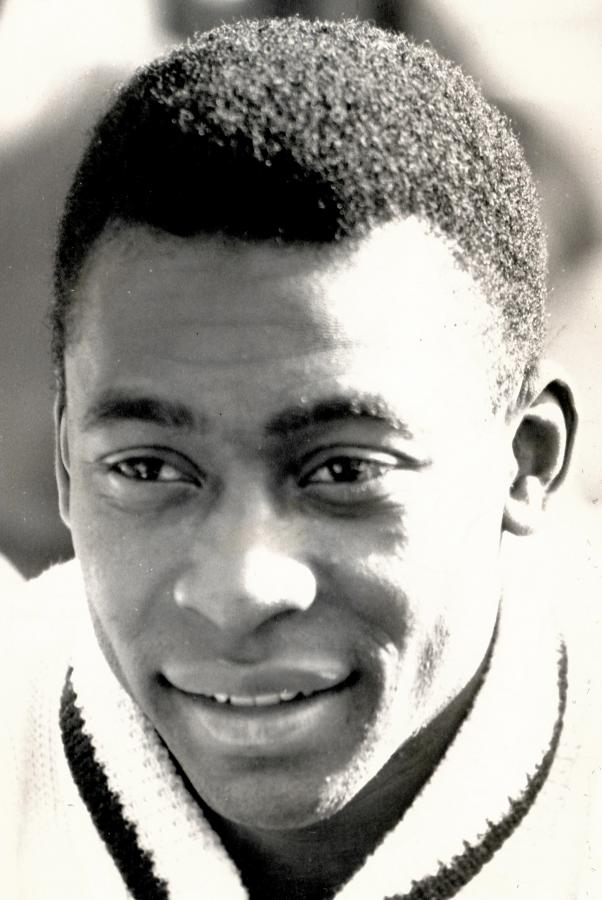
في عام 1962، صنف بيليه كأفضل لاعب في العالم.

في عام 1956، أخذ دي بريتو بيليه إلى سانتوس، وهي مدينة صناعية وميناء تقع بالقرب من ساو باولو، لتجربته مع نادي سانتوس المحترف، وقالوا مديري سانتوس أن اللاعب البالغ من العمر 15 عامًا سيكون «أعظم لاعب كرة قدم في العالمية». أثار بيليه إعجاب لولا مدرب سانتوس خلال فترة تجربته في ملعب أوربانو كالديرا، ووقع عقدًا احترافيًا مع النادي في يونيو 1956. تمت ترقية بيليه كثيرًا في وسائل الإعلام المحلية كنجم في المستقبل. ظهر لأول مرة مع فريقه الأول في 7 سبتمبر 1956 في سن 15 ضد كورينثيانز دي سانتو أندريه وقدم أداءً رائعًا في فوز 7–1، وسجل الهدف الأول في مسيرته الغزيرة خلال المباراة.
عندما بدأ موسم 1957، تم منح بيليه مكانًا أساسيًّا في الفريق الأول، وفي سن 16، أصبح هداف الدوري. بعد عشرة أشهر من التوقيع بشكل احترافي، تم استدعاء الشاب للمنتخب البرازيلي. بعد كأس العالم 1958 و1962، حاولت الأندية الأوروبية الثرية، مثل ريال مدريد ويوفنتوس ومانشستر يونايتد، التعاقد معه دون جدوى. في عام 1958، تمكٌن إنتر ميلان من الحصول على عقد منتظم معه، لكن أنجلو موراتي اضطر لتمزيق العقد بناءً على طلب رئيس سانتوس بعد ثورة من قِبل مشجعي سانتوس البرازيليين. في عام 1961، أعلنت حكومة البرازيل في عهد الرئيس جانيو كوادروس أن بيليه «كنز وطني رسمي» لمنعه من الانتقال إلى خارج البلاد.

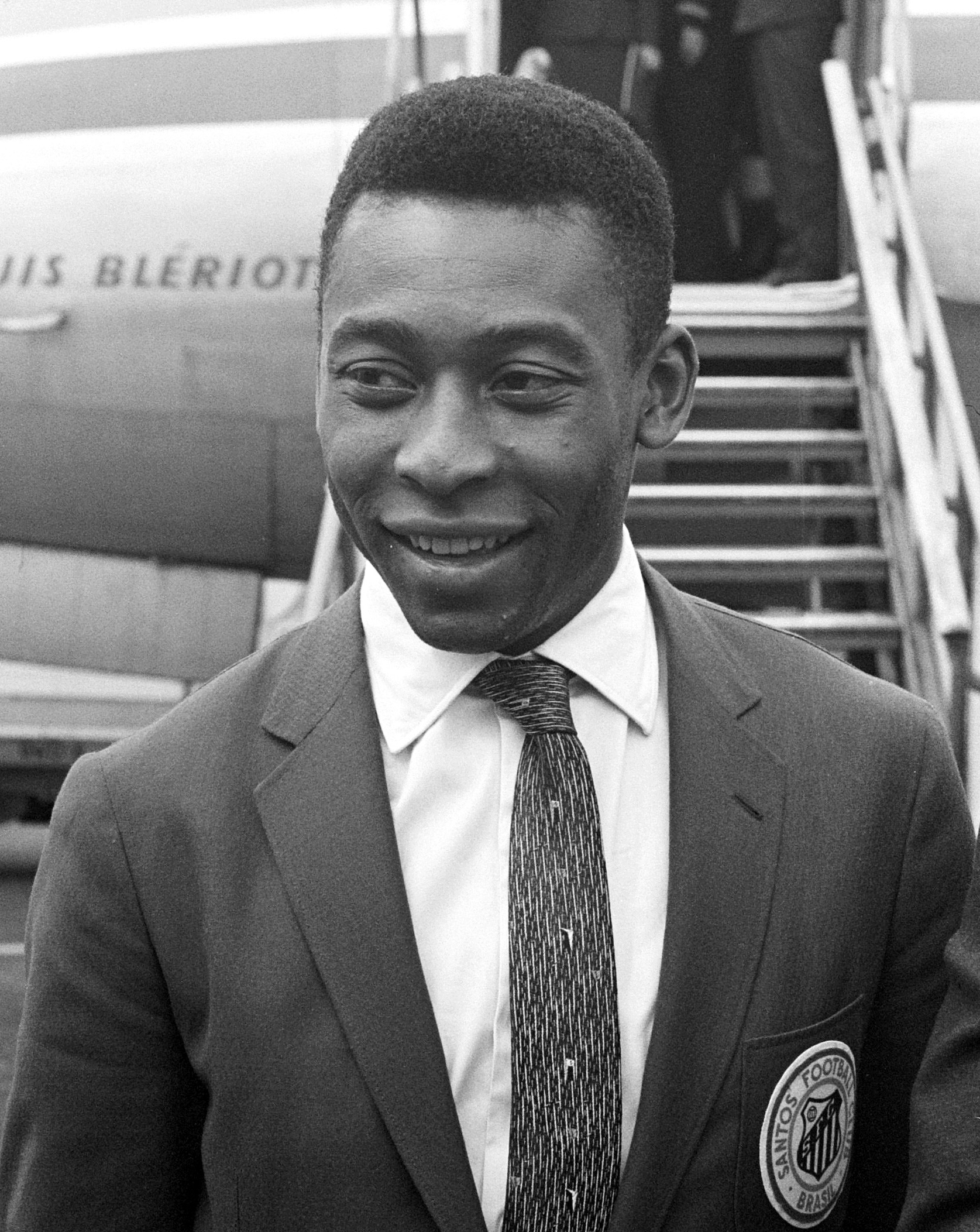
بيليه مع سانتوس في هولندا، أكتوبر 1962

فاز بيليه بأول لقب رئيسي له مع سانتوس في عام 1958 حيث فاز الفريق ببطولة باوليستا؛ أنهى البطولة كأفضل هداف برصيد 58 هدفاً، وهو رقم قياسي لا يزال قائماً حتى اليوم. بعد ذلك بعام، ساعد الفريق على تحقيق فوزه الأول في بطولة ريو ساو باولو بفوزه بنتيجة 3–0 على فاسكو دا غاما. ومع ذلك، لم يتمكن سانتوس من الاحتفاظ بلقب باوليستا. في عام 1960، سجٌل بيليه 33 هدفًا لمساعدة فريقه على استعادة بطولة باوليستا لكنه خسر في بطولة ريو ساو باولو بعد أن احتل المركز الثامن. في موسم 1960، سجل بيليه 47 هدفًا وصنع آخر وساعد سانتوس على استعادة بطولة باوليستا. واصل النادي الفوز ببطولة تاسا برازيل في نفس العام، بفوزه على باهيا في النهائيات؛ أنهى بيليه في صدارة هدافي البطولة برصيد 9 أهداف. سمح الفوز لسانتوس بالمشاركة في كوبا ليبرتادوريس، أرقى بطولة للأندية في نصف الكرة الغربي.
بدأ موسم كوبا ليبرتادوريس الأكثر نجاحًا في سانتوس في عام 1962؛ تم تصنيف الفريق في المجموعة الأولى إلى جانب سيرو بورتينيو وديبورتيفو مونيسيبال بوليفيا، حيث فاز في كل مباراة من مجموعتهم باستثناء مباراة واحدة (1–1 خارج الديار ضد سيرو). هزم سانتوس يونيفرسيداد كاتوليكا في الدور نصف النهائي والتقى مع حامل اللقب بنيارول في النهائي. سجّل بيليه هدفين في المباراة الفاصلة ليضمن أول لقب لنادي برازيلي. أنهى بيليه في المركز الثاني في قائمة هدافي البطولة برصيد أربعة أهداف. في نفس العام، نجح سانتوس في الدفاع عن بطولة باوليستا (برصيد 37 هدفًا من بيليه) وتاسا البرازيل (سجل بيليه أربعة أهداف في السلسلة النهائية ضد بوتافوغو). كما فاز سانتوس بكأس الإنتركونتيننتال عام 1962 ضد بنفيكا. مرتديًا قميصه رقم 10، قدٌم بيليه أحد أفضل الأداءات في مسيرته، حيث سجل هاتريك في لشبونة وفاز سانتوس 5–2.

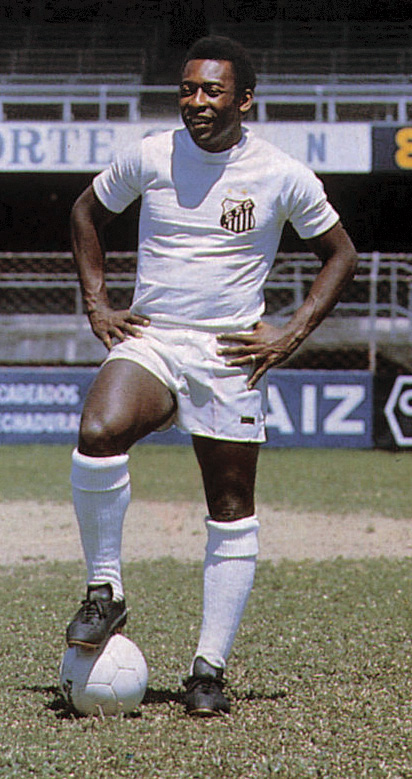
التقط بيليه الصورة قبل مواجهة بوكا جونيورز في إياب نهائي كوبا ليبرتادوريس 1963 في لا بومبونيرا في بوينس آيرس. هو أفضل هداف في تاريخ نادي سانتوس

بصفته حامل اللقب، تأهل سانتوس تلقائيًا إلى الدور نصف النهائي من كوبا ليبرتادوريس 1963. نجح الباليه بلانكو، اللقب الذي أطلق على سانتوس لبيليه، في الاحتفاظ باللقب بعد الانتصارات على بوتافوغو وبوكا جونيورز. ساعد بيليه سانتوس في التغلب على بوتافوغو الذي ضم عظماء برازيليين مثل غارينشيا وجارزينيو بهدف في الدقيقة الأخيرة في ذهاب الدور نصف النهائي مما جعل النتيجة 1–1. في مباراة الإياب، سجل بيليه هاتريك في ملعب ماراكانا حيث فاز سانتوس بنتيجة 0–4 في مباراة الإياب. بدأ سانتوس السلسلة النهائية بالفوز 3–2 في مباراة الذهاب وهزيمة بوكا جونيورز 1–2 في لا بومبونيرا. كان إنجازًا نادرًا في المسابقات الرسمية بهدف آخر من بيليه. أصبح سانتوس أول فريق برازيلي (والوحيد حتى الآن) يرفع كوبا ليبرتادوريس في الأرجنتين. أنهى بيليه البطولة برصيد 5 أهداف. خسر سانتوس بطولة باوليستا بعد احتلاله المركز الثالث لكنه واصل الفوز ببطولة ريو ساو باولو بعد فوزه بنتيجة 0–3 على فلامنغو في النهائي، وسجل بيليه هدفًا واحدًا. سيساعد بيليه سانتوس أيضًا في الاحتفاظ بكأس إنتركونتيننتال وتاسا برازيل ضد ميلان وباهيا على التوالي.
في كوبا ليبرتادوريس 1964، تعرض سانتوس للهزيمة في ذهاب الدور نصف النهائي من قبل إنديبندينتي. فاز النادي ببطولة باوليستا، حيث سجٌل بيليه 34 هدفًا. كما تقاسم سانتوس لقب ريو ساو باولو مع بوتافوجو وفاز ببطولة تاسا البرازيلية للعام الرابع على التوالي. في كوبا ليبرتادوريس 1965، وصل سانتوس إلى الدور نصف النهائي والتقى ببنيارول في مباراة إعادة لنهائي عام 1962. بعد مباراتين، كانت هناك حاجة إلى مباراة فاصلة لكسر التعادل. على عكس عام 1962، تقدك بنيارول وأقصي سانتوس 2–1. ومع ذلك، انهى بيليه البطولة باعتباره الهداف بثمانية أهداف. ثبت أن هذا هو بداية التراجع حيث فشل سانتوس في الاحتفاظ ببطولة ريو ساو باولو. في عام 1966، فشل بيليه وسانتوس أيضًا في الاحتفاظ بسباق تاسا برازيل لأن أهداف بيليه لم تكن كافية لمنع الهزيمة 9–4 أمام كروزيرو (بقيادة توستاو) في السلسلة النهائية. ومع ذلك، فاز النادي ببطولة باوليستا في أعوام 1967 و1968 و1969. في 19 نوفمبر 1969، سجّل بيليه هدفه الألف في جميع المسابقات، في لحظة كانت منتظرة للغاية في البرازيل. الهدف، الملقب بـO Milésimo (الألف)، وقع في مباراة ضد فاسكو دا غاما، عندما سجل بيليه من ركلة جزاء، على ملعب ماراكانا.
صرح بيليه أن أكثر أهدافه التي لا تنسى تم تسجيلها في ملعب كوندي رودولفو كريسبي في مباراة بطولة باوليستا ضد منافس ساو باولو أتلتيكو يوفنتوس في 2 أغسطس 1959. نظرًا لعدم وجود لقطات فيديو لهذه المباراة، طلب بيليه أن يتم عمل رسوم متحركة على الكمبيوتر من هذا الهدف المحدد. في مارس 1961، سجّل بيليه gol de placa (هدف جدير بلوحة) ضد فلومينينسي في ماراكانا. استلم بيليه الكرة على حافة منطقة الجزاء الخاصة به، وركض على طول الملعب، متهربًا من لاعبي الخصم بالخداع، قبل أن يسدد الكرة بعيدًا عن حارس المرمى. كُلِّفَت لوحة تذكارية بتكريس «أجمل هدف في تاريخ ماراكانا».\
في عام 1969، وافق الفصيلان المتورطان في الحرب الأهلية النيجيرية على وقف إطلاق النار لمدة 48 ساعة حتى يتمكنوا من مشاهدة بيليه وهو يلعب مباراة استعراضية في لاغوس. انتهى الأمر بسانتوس باللعب بالتعادل 2–2 مع ستاتيري ستورز إف سي فريق من لاغوس وسجل بيليه أهداف فريقه. استمرت الحرب الأهلية لمدة عام آخر بعد هذه المباراة. خلال الفترة التي قضاها في سانتوس، لعب بيليه جنبًا إلى جنب مع العديد من اللاعبين الموهوبين، بما في ذلك زيتو وبيبي وكوتينيو. هذا الأخير شاركه في العديد من الأداءات والهجمات والأهداف. كانت أهداف بيليه الـ643 لسانتوس هو أكبر عدد من الأهداف المسجلة لنادي واحد حتى تجاوزه ليونيل ميسي لاعب برشلونة في ديسمبر 2020.

### نيويورك كوزموس

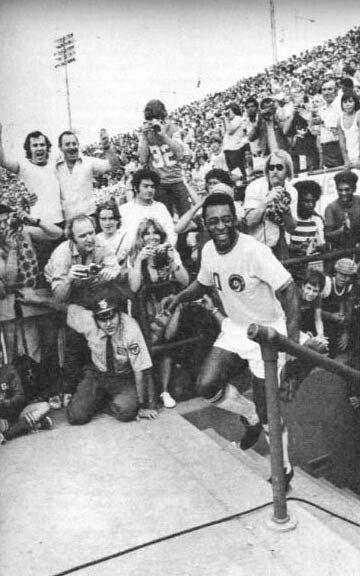
بيليه يدخل الملعب ليلعب أول مباراة له مع كوزموس، 15 يونيو 1975

بيليه يوقع كرة قدم لرئيس الولايات المتحدة ريتشارد نيكسون في البيت الأبيض في عام 1973، قبل عامين من انضمامه إلى نيويورك كوسموس

بعد موسم 1974 (19 موسم له مع سانتوس)، اعتزل بيليه من كرة القدم البرازيلية على الرغم من استمراره في اللعب في بعض الأحيان مع سانتوس في المباريات التنافسية الرسمية. بعد ذلك بعامين، خرج من نصف التقاعد للتعاقد مع فريق نيويورك كوسموس في دوري أمريكا الشمالية لكرة القدم لموسم 1975. في مؤتمر صحفي فوضوي في 21 كلوب في نيويورك، كشف كوزموس النقاب عن بيليه. صرح جون أورايلي، المتحدث الإعلامي للنادي، «كان لدينا نجوم بارزون في الولايات المتحدة ولكن لا شيء على مستوى بيليه. أراد الجميع لمسه، ومصافحته، والتقاط صورة معه». على الرغم من أنه تجاوز فترة ذروته في هذه المرحلة، إلا أن بيليه كان له الفضل في زيادة الوعي العام والاهتمام بالرياضة في الولايات المتحدة بصورة ملحوظة. خلال أول ظهور علني له في بوسطن، أصيب على يد حشد من المشجعين الذين أحاطوا به وتم إجلاؤه على نقالة.
ظهر بيليه لأول مرة مع كوزموس في 15 يونيو 1975 ضد دالاس تورنايدو في استاد داونينج، وسجل هدفًا واحدًا في التعادل 2–2. فتح بيليه الباب أمام العديد من النجوم الآخرين للعب في أمريكا الشمالية. تبعه جورجو كيناليا إلى كوزموس، ثم فرانتس بكنباور وزميله السابق في سانتوس كارلوس ألبرتو. على مدار السنوات القليلة التالية، انضم لاعبون آخرون إلى الدوري، بما في ذلك يوهان كرويف وأوزيبيو وبوبي مور وجورج بست وغوردون بانكس.
في عام 1975، قبل أسبوع من الحرب الأهلية اللبنانية، لعب بيليه مباراة ودية لنادي النجمة اللبناني ضد فريق من نجوم الدوري اللبناني الممتاز، وسجل هدفين لم يتم تضمينهما في حصيلته الرسمية. في يوم المباراة، كان 40 ألف متفرج في الملعب منذ الصباح الباكر لمشاهدة المباراة.
قاد كوزموس إلى 1977 وعاء كرة القدم، في موسمه الثالث والأخير مع النادي. في يونيو 1977، اجتذب كوزموس رقمًا قياسيًا في الدوري بـ62،394 مشجعًا إلى ملعب جاينتس للفوز 3–0 على تامبا باي راوديز مع بيليه البالغ من العمر 37 عامًا وسجل هاتريك. في مباراة الذهاب من ربع النهائي، استقطبوا حشدًا قياسيًا في الولايات المتحدة بلغ 77،891 مشجعًا. في مباراة الإياب من الدور نصف النهائي ضد فريق روتشستر لانسر، فاز كوزموس 4–1. أنهى بيليه مسيرته الرسمية في اللعب من خلال قيادة فريق نيويورك كوزموس إلى لقبه الثاني في كرة القدم بفوزه 2–1 على سياتل ساوندرز في ملعب بروفايدنس في بورتلاند، أوريغون.
في 1 أكتوبر 1977، أنهى بيليه مسيرته المهنية في مباراة استعراضية بين كوزموس وسانتوس. تم لعب المباراة أمام جمهور تم بيع تذاكره بالكامل على ملعب جاينتس وتم بثها على التلفزيون في الولايات المتحدة على قناة إيه بي سي عالم الرياضة الواسع وكذلك في جميع أنحاء العالم. حضر والد وزوجة بيليه المباراة، وكذلك محمد علي وبوبي مور. إيصال رسالة للجمهور قبل بدء اللعبة—«الحب أهم مما يمكننا تحمله في الحياة»—لعب بيليه الشوط الأول مع كوزموس، والثاني مع سانتوس. انتهت المباراة بفوز كوزموس 2–1، حيث سجل بيليه من ركلة حرة من 30 ياردة لصالح كوزموس في ما كان الهدف الأخير في مسيرته. خلال الشوط الثاني بدأت تمطر، مما دفع صحيفة برازيلية إلى إصدار العنوان الرئيسي في اليوم التالي: «حتى السماء كانت تبكي».

## مسيرته الدولية
كانت أول مباراة دولية لبيليه هي الهزيمة 2–1 ضد الأرجنتين في 7 يوليو 1957 في ماراكانا. في تلك المباراة، سجل هدفه الأول للبرازيل بعمر 16 عامًا وتسعة أشهر، ولا يزال أصغر هداف لبلاده.

### كأس العالم 1958

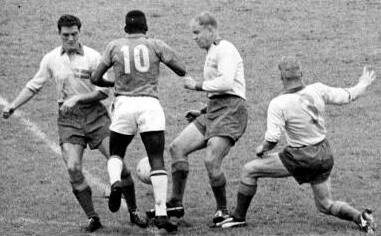
بيليه (رقم 10) يراوغ ثلاثة لاعبين سويديين في كأس العالم 1958

وصل بيليه إلى السويد مهمش بسبب إصابة في الركبة ولكن عند عودته من غرفة العلاج، وقف زملاؤه معًا وأصروا على اختياره. كانت أول مباراة له ضد الاتحاد السوفييتي في المباراة الثالثة من الجولة الأولى من كأس العالم 1958، حيث صنع هدف فافا الثاني. كان في ذلك الوقت أصغر لاعب يشارك في كأس العالم. أمام فرنسا في الدور نصف النهائي، كانت البرازيل تتقدم 2–1 في الشوط الأول، ثم سجل بيليه هاتريك، ليصبح أصغر لاعب في تاريخ كأس العالم يفعل ذلك.

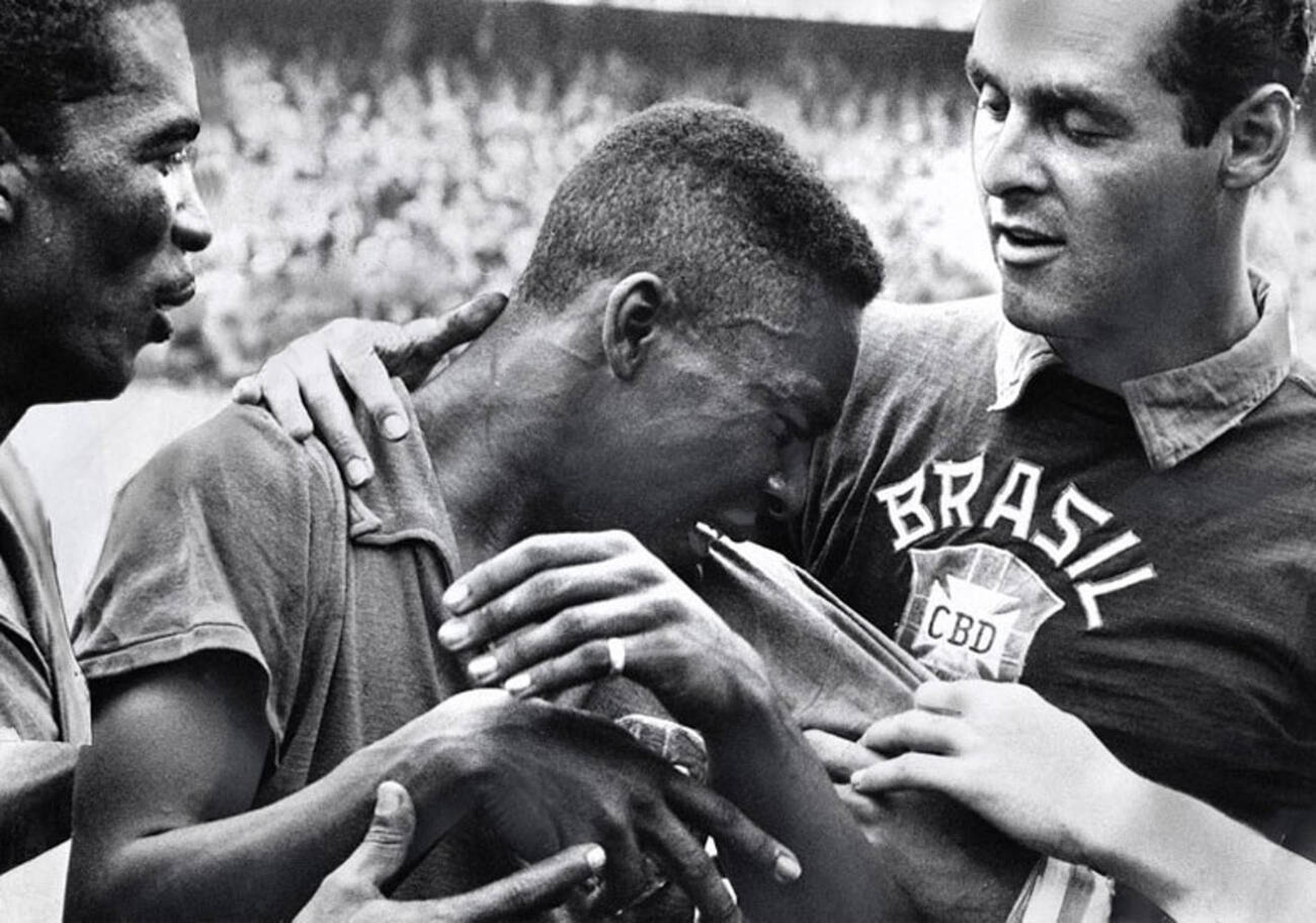
بيليه البالغ من العمر 17 عامًا يبكي على كتف حارس المرمى جيلمار بعد فوز البرازيل في نهائي كأس العالم 1958

في 29 يونيو 1958، أصبح بيليه أصغر لاعب يلعب في المباراة النهائية لكأس العالم بعمر 17 عامًا و249 يومًا. سجل هدفين في ذلك النهائي حيث فازت البرازيل على السويد 5–2 في ستوكهولم، العاصمة. ضرب بيليه القائم ثم سجل فافا هدفين ليمنح البرازيل الصدارة. تم اختيار هدفه الأول حيث سدد الكرة فوق أحد المدافعين قبل أن يسدد في زاوية الشباك، كواحد من أفضل الأهداف في تاريخ المونديال. بعد الهدف الثاني لبيليه، علق اللاعب السويدي سيغارد بارلينج لاحقًا، «عندما سجل بيليه الهدف الخامس في ذلك النهائي، يجب أن أكون صريحًا وأقول إنني شعرت بالرغبة في التصفيق». عندما انتهت المباراة، فقد بيليه وعيه وسقط على أرض الملعب، وتم انعاشه من قبل غارينشيا. ثم استعاد عافيته واضطر للبكاء حيث كان زملائه يهنئونه. أنهى البطولة بستة أهداف في أربع مباريات لعبها، وتعادل بالمركز الثاني، خلف محطم الأرقام القياسية جوست فونتين، وحصل على لقب أفضل لاعب شاب في البطولة. يمكن القول إن تأثيره كان أكبر خارج الملعب، حيث كتب بارني روناي، «مع لا شيء سوى الموهبة التي ترشده، أصبح الصبي من ميناس جرايس أول نجم رياضي عالمي أسود ومصدر للارتقاء والإلهام الحقيقي».
في كأس العالم 1958، بدأ بيليه يرتدي قميصًا برقم 10. كان الحدث نتيجة عدم التنظيم: لم يخصص قادة الاتحاد البرازيلي أرقام قمصان اللاعبين وكان الأمر متروكًا للفيفا لاختيار الرقم 10 قميص بيليه الذي كان بديلا في هذه المناسبة. أعلنت الصحافة أن بيليه هو أعظم اكتشاف لكأس العالم 1958، كما حصل بأثر رجعي على الكرة الفضية باعتباره ثاني أفضل لاعب في البطولة، خلف ديدي.

### بطولة أمريكا الجنوبية
لعب بيليه أيضًا في كأس أمريكا الجنوبية. في نسخة 1959 حصل على لقب أفضل لاعب في البطولة وكان هداف البطولة برصيد 8 أهداف، واحتلت البرازيل المركز الثاني على الرغم من عدم هزيمتها في البطولة. وسجل في خمس من ست مباريات للبرازيل، منها هدفان ضد تشيلي وهاتريك ضد باراغواي.

### كأس العالم 1962

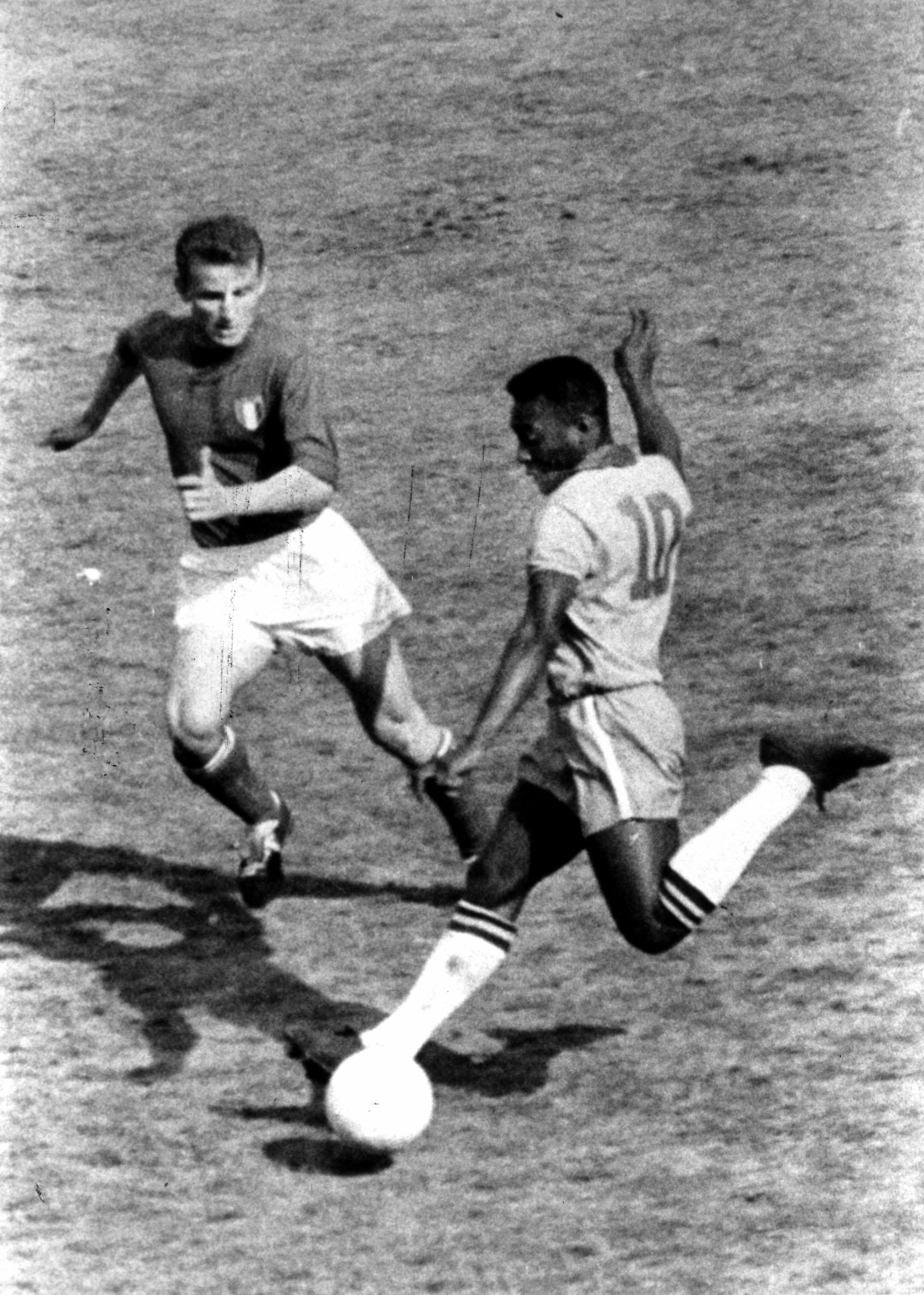
بيليه مع البرازيل بمواجهة مع الإيطالي جوفاني تراباتوني في سان سيرو، ميلانو في 1963

عندما بدأت نهائيات كأس العالم 1962، كان بيليه أفضل لاعب في العالم. في المباراة الأولى لكأس العالم 1962 في تشيلي، ضد المكسيك، صنع بيليه الهدف الأول ثم سجل الهدف الثاني، بعد أن راوغ أربعة مدافعين، ليتقدم 2–0. وأصاب نفسه في المباراة التالية أثناء محاولته تسديدة بعيدة المدى ضد تشيكسلوفاكيا. هذا من شأنه أن يبقيه خارج بقية البطولة، وأُجبر المدرب أيموري موريرا على إجراء تغيير تشكيلته الوحيد في البطولة. البديل كان أماريلدو، الذي قدم أداءً جيدًا لبقية البطولة. ومع ذلك، كان غارينشيا هو الذي سيأخذ الدور القيادي ويحمل البرازيل إلى لقب كأس العالم للمرة الثانية، بعد فوزه على تشيكوسلوفاكيا في المباراة النهائية في سانتياغو.

### كأس العالم 1966
و تذكر بطولة كأس العالم لكرة القدم 1966 بسبب القوة التي ظهرت عليها، حيث كثرت الأخطاء الشخصية في تلك البطولة، وأصبح بيليه أول لاعب يسجل أهداف في ثلاثة بطولات لكأس العالم، وقد سجل هدفه من ركلة حرة مباشرة أمام منتخب بلغاريا لكرة القدم، وقد خرج منتخب البرازيل لكرة القدم من الدور الأول في تلك البطولة للمرة الأولى منذ كأس العالم لكرة القدم 1934، وقال بيليه بعد تلك البطولة أنه لا يريد اللعب في كأس العالم مرة أخرى.
كان بيليه أشهر لاعب كرة قدم في العالم خلال كأس العالم 1966 في إنجلترا، وقدمت البرازيل بعض أبطال العالم مثل غارينشيا وجيلمار وجيلما سانتوس مع إضافة نجوم آخرين مثل جارزينيو وتوستاو وغيرسون، مما أدى إلى توقعات عالية لهم. خرجت البرازيل من الدور الأول وخاضت ثلاث مباريات فقط. تم تمييز كأس العالم، من بين أمور أخرى، بسبب الأخطاء الوحشية التي ارتكبت ضد بيليه والتي تركته مصابًا من قبل المدافعين البلغاريين والبرتغاليين.
سجل بيليه الهدف الأول من ركلة حرة في مرمى بلغاريا، ليصبح أول لاعب يسجل في ثلاث نسخ متتالية من نهائيات كأس العالم، ولكن بسبب إصابته نتيجة تدخلات متواصلة من قبل البلغار، غاب عن المباراة الثانية ضد المجر. وقال مدربه إنه شعر بعد المباراة الأولى «كل فريق سيتعامل معه بنفس الطريقة». خسرت البرازيل تلك المباراة وعاد بيليه، على الرغم من تعافيه، إلى المباراة الحاسمة الأخيرة ضد البرتغال في غوديسون بارك في ليفربول من قبل المدرب البرازيلي فيسنتي فيولا. غير فيولا الدفاع بالكامل بما في ذلك الحارس بينما عاد في خط الوسط لتشكيل المباراة الأولى. خلال المباراة، تدخل مدافع البرتغال جواو مورايس على بيليه، لكن الحكم جورج مكابي لم يطرده. قرار يُنظر إليه بأثر رجعي على أنه من بين أسوأ أخطاء التحكيم في تاريخ كأس العالم. كان على بيليه البقاء في الملعب وهو يعرج لبقية المباراة، حيث لم يكن مسموحًا بالتبديل في ذلك الوقت. بعد هذه المباراة، تعهد بأنه لن يلعب مرة أخرى في كأس العالم، وهو قرار سيغيره لاحقًا.

### كأس العالم 1970

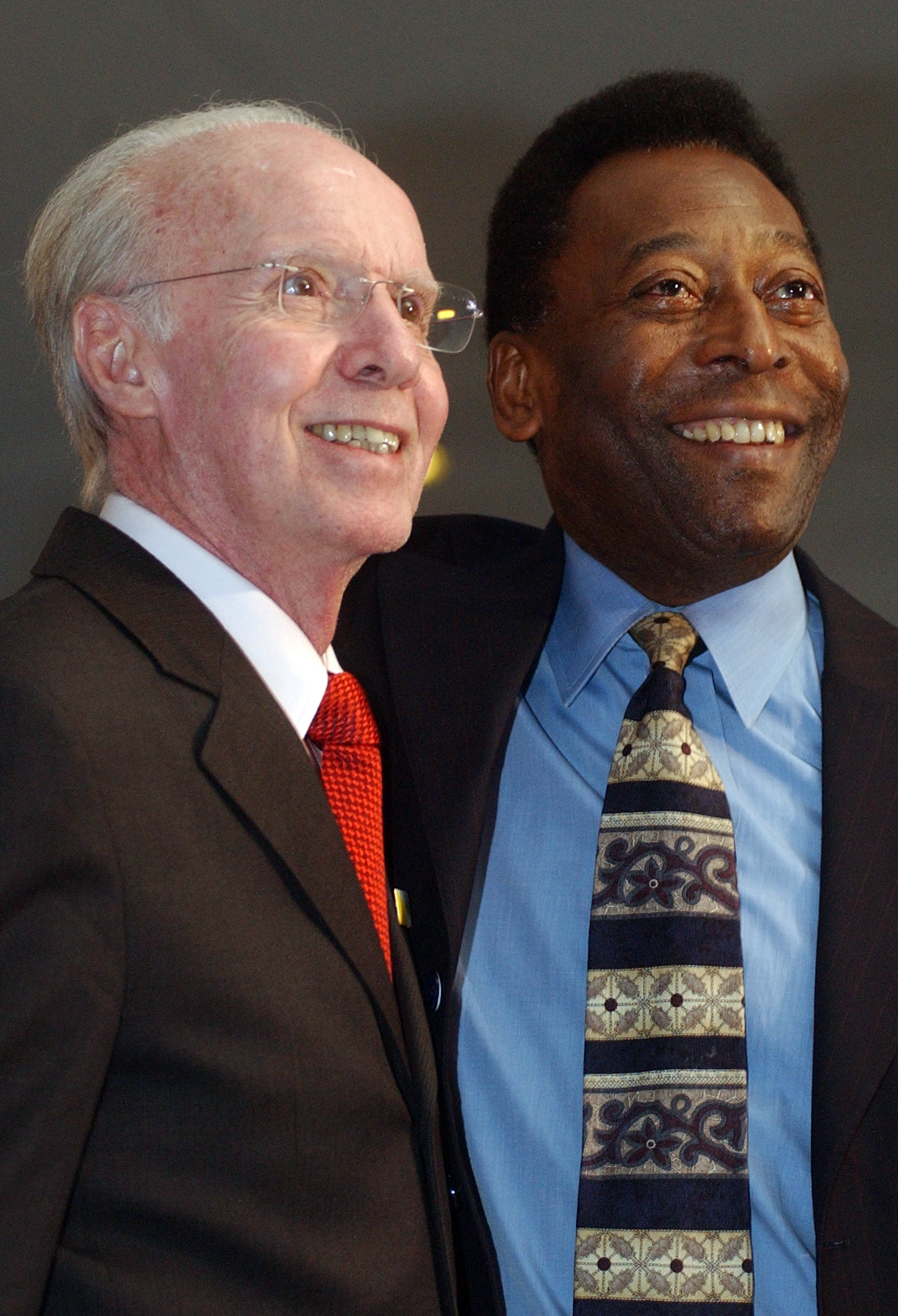
ماريو زاغالو، مدرب البرازيل 1970، مع بيليه في عام 2008. قال زاغالو عن بيليه: «أظهر طفل في السويد [كأس العالم 1958] علامات على العبقرية، وفي المكسيك [كأس العالم 1970] حقق كل هذا الوعد واختتم الكتاب بمفتاح ذهبي. وقد تشرفت برؤية كل ذلك عن قرب».

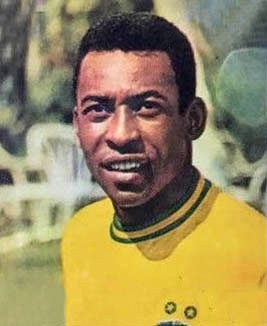
بطاقة تداول بيليه من سلسلة المكسيك 70 الصادرة عن بانيني

تم استدعاء بيليه للمنتخب الوطني في أوائل عام 1969، ورفض في البداية، لكنه بعد ذلك قبل ولعب في ست مباريات في تصفيات كأس العالم، وسجل ستة أهداف. كان من المتوقع أن تكون نهائيات كأس العالم 1970 في المكسيك هي الأخيرة لبيليه. تميزت تشكيلة البرازيل للبطولة بتغييرات كبيرة فيما يتعلق بتشكيلة 1966. وكان لاعبون مثل غارينشيا ونيلتون سانتوس وفالدير بيريرا ودجالما سانتوس وجيلمار قد اعتزلوا بالفعل. ومع ذلك، فإن منتخب البرازيل في كأس العالم 1970، والذي ضم لاعبين مثل بيليه وريفيلينو وجارزينيو وغيرسون وكارلوس ألبرتو توريس وتوستاو وكلودوالدو، غالبًا ما يُعتبر أعظم فريق كرة قدم في التاريخ.
خلق الخمسة الأوائل من جارزينيو وبيليه وغيرسون وتوستاو وريفيلينو معًا زخمًا هجوميًا، حيث لعب بيليه دورًا مركزيًا في طريق البرازيل إلى النهائي. أقيمت جميع مباريات البرازيل في البطولة (باستثناء المباراة النهائية) في غوادالاخارا، وفي المباراة الأولى ضد تشيكوسلوفاكيا، أعطى بيليه البرازيل التقدم 2–1، من خلال التحكم في تمريرة غيرسون الطويلة بصدره ثم التسجيل. في هذه المباراة، حاول بيليه رفع الكرة من فوق الحارس إيفو فيكتور من خط المنتصف، ولم يخطئ مرمى تشيكوسلوفاكيا. فازت البرازيل بالمباراة بنتيجة 4–1. في النصف الأول من المباراة ضد إنجلترا، كاد بيليه أن يسجل بضربة رأس تصدى لها حارس إنجلترا غوردون بانكس. يتذكر بيليه أنه كان يصرخ بالفعل «هدف» عندما سدد الكرة برأسه غالبًا ما كان يشار إليه باسم «تصدي القرن». في الشوط الثاني، سيطر على تمريرة عرضية من توستاو قبل أن يمرر الكرة إلى جارزينيو الذي سجل الهدف الوحيد.
ضد رومانيا، سجل بيليه هدفين، تضمنت ركلة حرة منحنية من مسافة 20 ياردة، وفازت البرازيل 3–2. في ربع النهائي ضد بيرو، فازت البرازيل 4–2، بمساعدة بيليه لتوستاو للهدف الثالث للبرازيل. في نصف النهائي، واجهت البرازيل الأوروغواي للمرة الأولى منذ مباراة الدور النهائي لكأس العالم 1950. وضع جارزينيو البرازيل في المقدمة 2–1، وصنع بيليه هدف ريفيلينو 3–1. خلال تلك المباراة، قدم بيليه إحدى أشهر مراوغاته. مرر توستاو الكرة إلى بيليه ليسطر عليها والتي لاحظها حارس مرمى الأوروغواي لاديسلاو مازوركيفيتش وركض بعيدًا عن خطه للحصول على الكرة قبل بيليه. ومع ذلك، وصل بيليه إلى هناك أولاً وخدع مازوركيفيتش بخدعة عدم لمس الكرة، مما جعلها تتدحرج إلى المرمى الأيسر، بينما ذهب بيليه إلى المرمى الأيمن. ركض بيليه حول حارس المرمى لاستعادة الكرة وتسديدها بينما استدار نحو المرمى، لكنه استدار بشكل زائد أثناء تسديده، وانجرفت الكرة بعيدًا عن القائم البعيد.
لعبت البرازيل مع إيطاليا في المباراة النهائية على ملعب أزتيكا في مدينة مكسيكو. وأحرز بيليه الهدف الأول بضربة رأس بعد تغلبه على المدافع الإيطالي تارشيزيو بورغنيتش. يعتبر هدف البرازيل رقم 100 في نهائيات كأس العالم، قفزة بيليه البهيجة في أحضان زميله جارزينيو أثناء احتفاله بالهدف، واحدة من أكثر اللحظات شهرة في تاريخ كأس العالم. ثم صنع هدف البرازيل الثالث، الذي سجله جارزينيو، والرابع الذي سجله كارلوس ألبرتو. غالبًا ما يُعتبر الهدف الأخير من المباراة أعظم هدف لفريق في التاريخ لأنه شمل جميع لاعبي الفريق باستثناء اثنين. وبلغت المسرحية ذروتها بعد أن قام بيليه بتمريرة عمياء دخلت في مسار كارلوس ألبرتو. جاء يركض من الخلف وسدد الكرة ليسجل. فازت البرازيل بالمباراة 4–1، وحافظت على كأس جول ريميه إلى أجل غير مسمى، وحصل بيليه على الكرة الذهبية كلاعب في البطولة. ونُقل عن بورغنيتش، الذي سجل بيليه خلال المباراة النهائية، قوله «لقد قلت لنفسي قبل المباراة، إنه مصنوع من الجلد والعظام تمامًا مثل أي شخص آخر – لكنني كنت مخطئًا». فيما يتعلق بأهدافه وصناعاته طوال كأس العالم 1970، كان بيليه مسؤولاً بشكل مباشر عن 53% من أهداف البرازيل طوال البطولة.
كانت آخر مباراة دولية لبيليه في 18 يوليو 1971 ضد يوغوسلافيا في ريو دي جانيرو. مع وجود بيليه في الملعب، كان سجل المنتخب البرازيلي 67 فوزًا و 14 تعادلًا و 11 خسارة. لم تخسر البرازيل أي مباراة أبدًا بينما كان يلعب كل من بيليه وغارينشيا.

## أسلوب لعبه

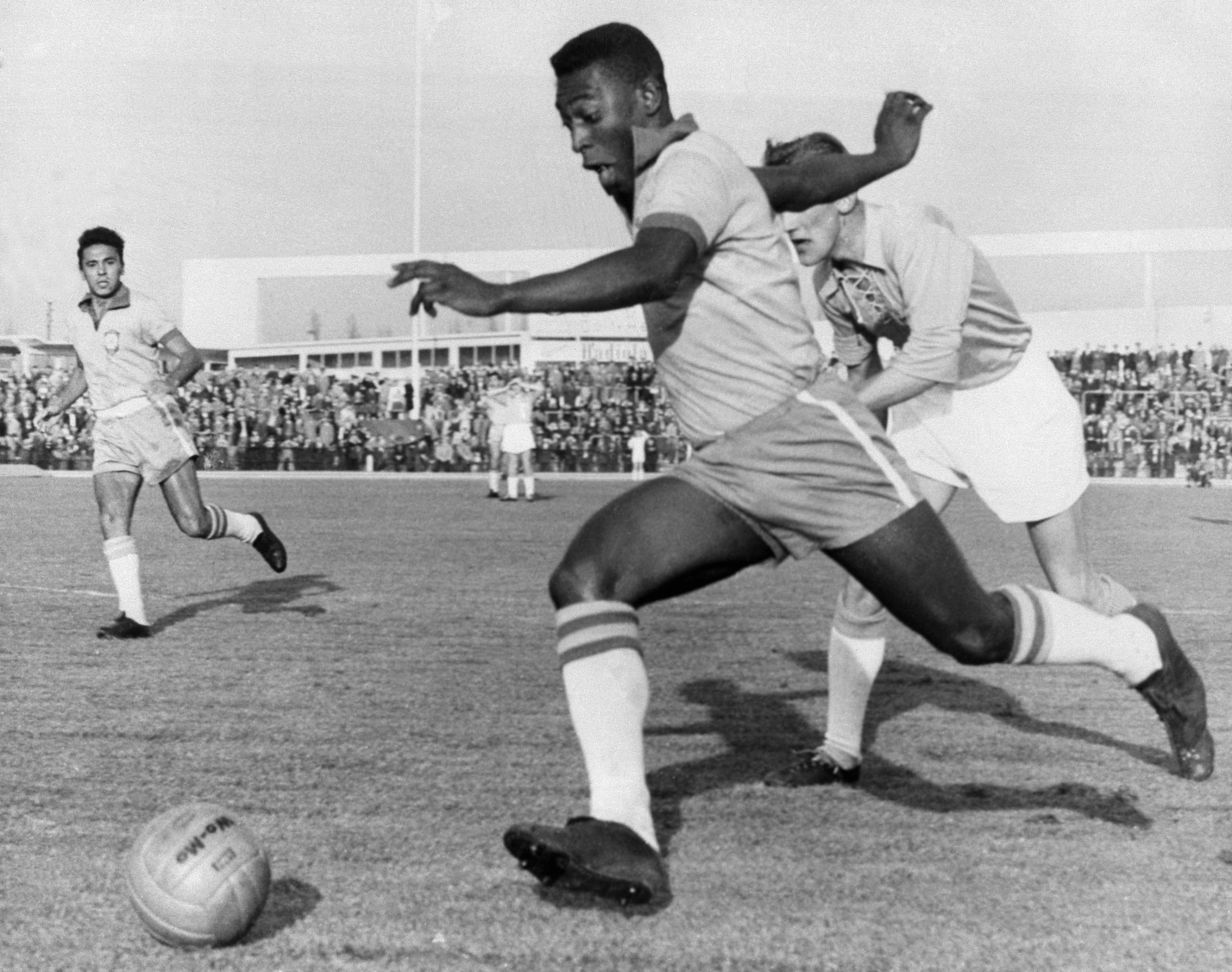
مراوغة بيليه لمدافع أثناء لعبه مع البرازيل، مايو 1960

اشتهر بيليه أيضًا بربط عبارة «اللعبة الجميلة» بكرة القدم. كان هدافًا غزيرًا، وكان معروفًا بقدرته على توقع الخصوم في المنطقة وإنهاء الفرص بتسديدات دقيقة وقوية بكلتا قدميه. كان بيليه أيضًا لاعبًا مجتهدًا في الفريق، ومهاجمًا كاملًا، برؤية وذكاء استثنائيين، وقد تم الاعتراف به لتمريراته الدقيقة وقدرته على التواصل مع زملائه في الفريق وتقديم المساعدة لهم.
في بداية مسيرته، لعب في مجموعة متنوعة من المراكز الهجومية. على الرغم من أنه عادة ما كان يعمل داخل منطقة الجزاء كمهاجم رئيسي أو مهاجم رئيسي، إلا أن مجموعة مهاراته الواسعة سمحت له أيضًا باللعب في دور أكثر انسحابًا، كمهاجم داخلي أو مهاجم ثانٍ، أو خارج نطاق واسع. في مسيرته اللاحقة، لعب دورًا أعمق في صناعة اللعب خلف المهاجمين، وغالبًا ما كان يعمل كلاعب خط وسط مهاجم. جمع أسلوب اللعب الفريد لبيليه بين السرعة والإبداع والمهارة الفنية والقوة البدنية والقدرة على التحمل والألعاب الرياضية. مكنته تقنيته الممتازة وتوازنه وذوقه وخفة حركته ومهاراته في المراوغة من التغلب على الخصوم بالكرة، وكثيراً ما يُرى يستخدم تغييرات مفاجئة في الاتجاه وتمويهات متقنة من أجل تجاوز اللاعبين، مثل حركته المميزة، drible da vaca. واحدة أخرى من مهاراته كانت paradinha، أو التوقف الصغير.
على الرغم من قوامه الصغير نسبيًا، 1.73 متر (5 قدم 8 بوصة)، إلا أنه برع في الهواء، نظرًا لدقة رأسياته وتوقيته وارتفاعه. اشتهر بتسديداته المنحنية، وكان أيضًا منفذًا دقيقًا للركلات الحرة، ومنفذ ركلات الجزاء، على الرغم من أنه غالبًا ما امتنع عن تنفيذ ضربات الجزاء، مشيرًا إلى أنه يعتقد أنها طريقة جبانة للتسجيل.
كان بيليه معروفًا أيضًا بأنه لاعب عادل ومؤثر للغاية، وتميز بقيادته الكاريزمية وروحه الرياضية على أرض الملعب. يُنظر إلى احتضانه الدافئ لبوبي مور بعد مباراة البرازيل وإنجلترا في كأس العالم 1970 باعتباره تجسيدًا للروح الرياضية، حيث ذكرت صحيفة نيويورك تايمز أن الصورة «استحوذت على الاحترام الذي يكنه لاعبان عظيمان لبعضهما البعض.، اللمسات والنظرات، الروح الرياضية بينهما كلها في الصورة. لا شماتة، لا شماتة من بيليه. لا يأس، لا انهزامية من بوبي مور». اكتسب بيليه أيضًا سمعة طيبة لأنه غالبًا ما يكون لاعبًا حاسمًا لفرقه، بسبب ميله لتسجيل أهداف حاسمة في المباريات المهمة.

## حياته الشخصية

### العلاقات والاطفال
- من أنيزيا ماتشادو
  - ساندرا (1964–2006)
- من لينيتا كورتز
  - فلافيا (مواليد 1968)
- من  روزميري دوس ريس تشولبي
  - كيلي كريستينا (مواليد 1967)
  - إدسون (مواليد 1970)
  - جينيفر (مواليد 1978)
- من آشريا ليموس سيكساس
  - جوشوا (مواليد 1996)
  - سيليست (مواليد 1996)

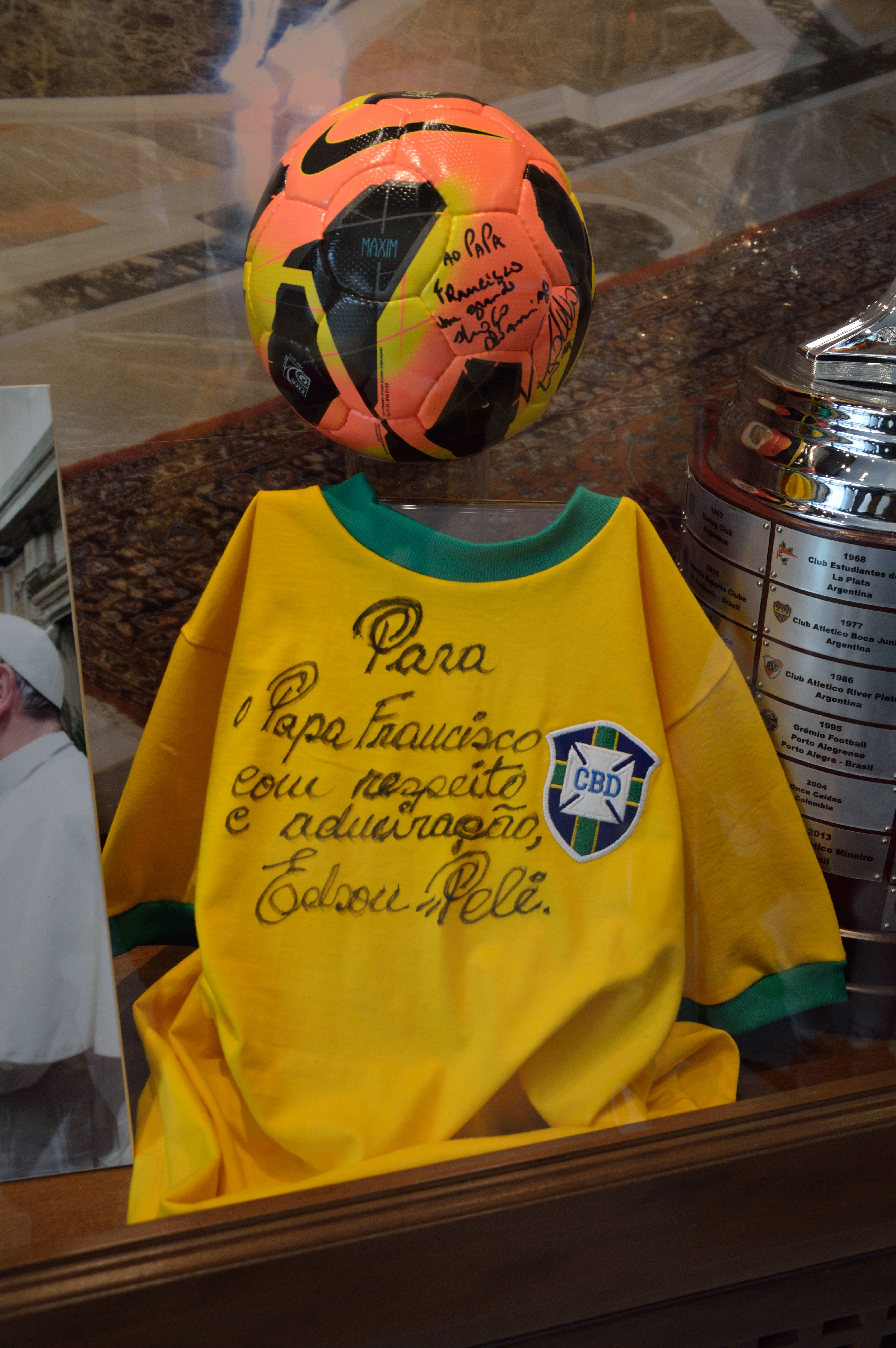
تبرع بيليه، وهو كاثوليكي ممارس، بقميص موقع للبابا فرانسيس. برفقة كرة قدم موقعة من رونالدو، تقع في أحد متاحف الفاتيكان.

تزوج بيليه ثلاث مرات، وله عدة علاقات وأنجب عدة أطفال.
في 21 فبراير 1966، تزوج بيليه من روزميري دوس ريس شولبي. أنجبا ابنتان وابن واحد: كيلي كريستينا (من مواليد 13 يناير 1967)، تزوج من د. آرثر ديلوكا، جينيفر (مواليد 1978)، وابنهما إدينيو («إدينو»، 27 أغسطس 1970). انفصل الزوجان في عام 1982. وفي مايو 2014، سُجن إدينيو لمدة 33 عامًا بتهمة غسيل الأموال من تجارة المخدرات. عند الاستئناف، تم تخفيف الحكم إلى 12 سنة و10 أشهر.
من عام 1981 إلى عام 1986، ارتبط بيليه بشكل رومانسي بمقدمة البرامج التلفزيونية شوشا، والتي كان لها تأثير في بدء حياتها المهنية. كانت تبلغ من العمر 17 عامًا عندما بدأوا المواعدة. في أبريل 1994، تزوج بيليه من أخصائية علم النفس ومغنية موسيقى الغوسبل آشوريا ليموس سيكساس، التي أنجبت توأمان جوشوا وسيليست في 28 سبتمبر 1996 من خلال علاجات الخصوبة. انفصل الزوجان في عام 2008.
كان لدى بيليه طفلان آخران على الأقل من العلاقات الغرامية السابقة. ساندرا ماتشادو، التي ولدت من علاقة عاطفية لبيليه في عام 1964 مع خادمة المنزل، أنيزيا ماتشادو، قاتلت لسنوات حتى يعترف بيليه، الذي رفض الخضوع لاختبارات الحمض النووي. على الرغم من الاعتراف بها من قبل المحاكم على أنها ابنته البيولوجية بناءً على أدلة الحمض النووي في عام 1993، لم يعترف بيليه أبدًا بابنته الكبرى حتى بعد وفاتها في عام 2006، ولا طفليها، أوكتافيو وغابرييل. ولدى بيليه أيضًا ابنة أخرى، هي فلافيا كورتز، من علاقة غرامية خارج نطاق الزواج عام 1968 مع الصحفية لينيتا كورتز. تم الاعتراف بفلافيا باعتبارها ابنته.
في سن 73، أعلن بيليه عن نيته الزواج من مارسيا أوكي البالغة من العمر 41 عامًا، وهي مستوردة يابانية برازيلية للمعدات الطبية من بينابوليس، ساو باولو، والتي كان يرجع تاريخها إلى عام 2010. التقيا لأول مرة في منتصف الثمانينيات. في نيويورك، قبل الاجتماع مرة أخرى في عام 2008. تزوجا في يوليو 2016.

### السياسة

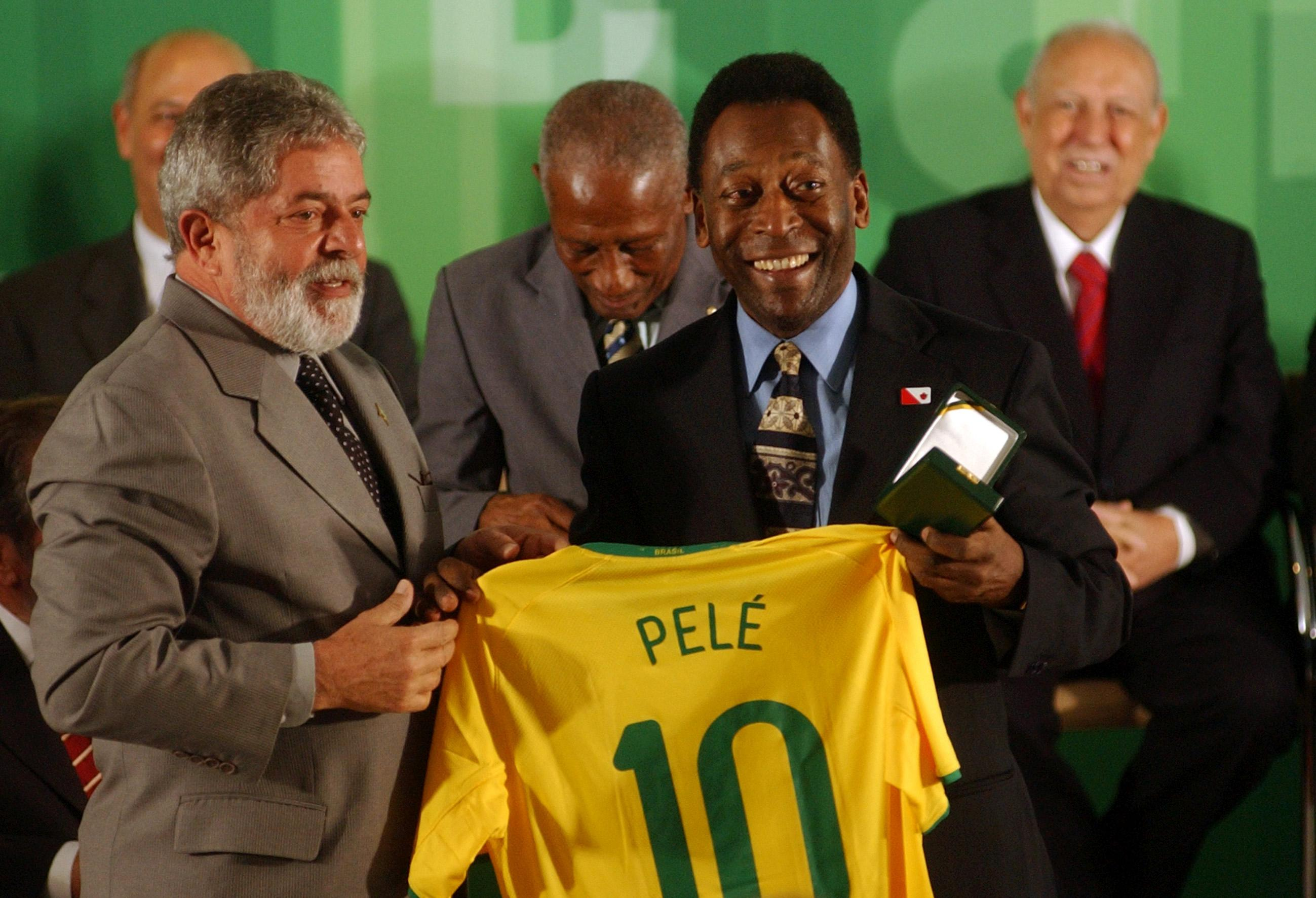
رئيس البرازيل لولا وبيليه في إحياء ذكرى مرور 50 عامًا على أول لقب لكأس العالم فازت به البرازيل في عام 1958، في قصر بلاناوتو، 2008

في عام 1970، تم التحقيق مع بيليه من قبل النظام العسكري البرازيلي للاشتباه في تعاطفه مع اليسار. وأظهرت وثائق رفعت عنها السرية أن بيليه خضع للتحقيق بعد تسليمه بيانا يدعو إلى إطلاق سراح السجناء السياسيين. بيليه نفسه لم يشارك أكثر في النضالات السياسية في البلاد.
في عام 1976، كان بيليه في رحلة برعاية شركة بيبسي في لاغوس، نيجيريا، عندما وقعت محاولة الانقلاب العسكري في ذلك العام. علق بيليه في فندق مع أرثر أش ومحترفي التنس الآخرين، الذين كانوا يشاركون في بطولة لاغوس تنس كلاسيك 1976. غادر بيليه وطاقمه الفندق في النهاية للإقامة في مقر إقامة سفير البرازيل حيث لم يتمكنوا من مغادرة البلاد لبضعة أيام. في وقت لاحق تم افتتاح المطار وغادر بيليه البلاد متنكرا كطيار.
في يونيو 2013، تعرض لانتقادات في الرأي العام بسبب آرائه المحافظة. خلال احتجاجات البرازيل 2013، طلب بيليه من الناس «نسيان المظاهرات» ودعم المنتخب البرازيلي.
في 1 يونيو 2022، نشر بيليه رسالة مفتوحة إلى رئيس روسيا فلاديمير بوتين على حسابه على إنستغرام، وجه فيها نداءً عامًا لوقف الغزو الروسي «الشرير» و «غير المبرر» لأوكرانيا.

### المشاكل الصحية

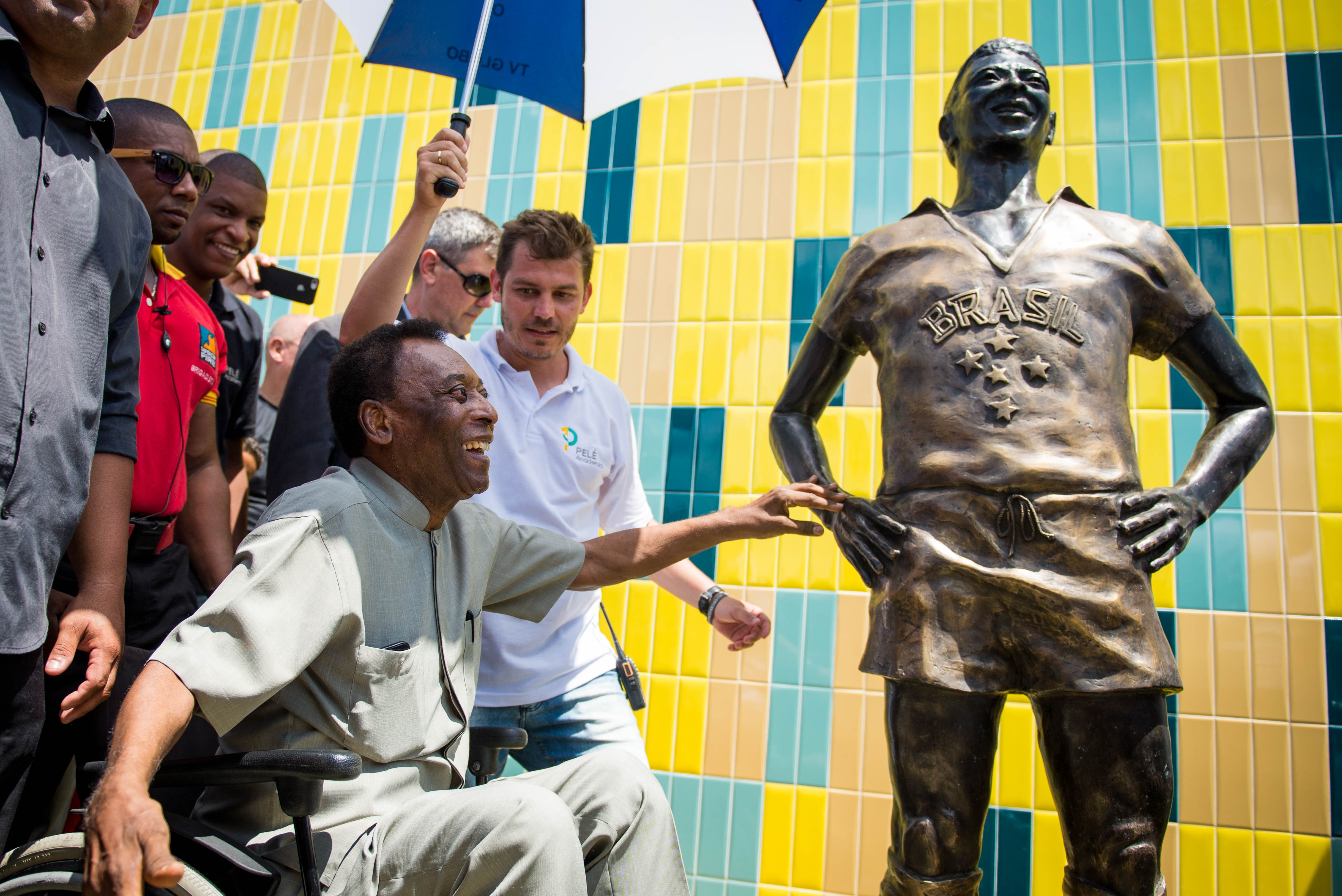
بيليه على كرسي متحرك في عام 2018 عند إزاحة الستار عن تمثاله في ريو دي جانيرو

في عام 1977، ذكرت وسائل الإعلام البرازيلية أن كلية بيليه اليمنى قد أزيلت. في نوفمبر 2012، خضع بيليه لعملية جراحية ناجحة في الورك. في ديسمبر 2017، ظهر بيليه على كرسي متحرك في قرعة كأس العالم 2018 في موسكو حيث تم تصويره مع الرئيس الروسي فلاديمير بوتين ودييغو مارادونا. وبعد شهر انهار من الإرهاق ونُقل إلى المستشفى. في عام 2019، بعد دخول المستشفى بسبب التهاب المسالك البولية، خضع بيليه لعملية جراحية لإزالة حصوات الكلى. في فبراير 2020، أفاد نجله إدينيو أن بيليه لم يكن قادرًا على المشي بشكل مستقل وكان مترددًا في مغادرة المنزل، وعزا حالته إلى عدم إعادة التأهيل بعد عملية في الفخذ.

### الصورة العامة
يشتهر بيليه بالإشارة إلى نفسه بصيغة الغائب.
سجل بيليه غناءً للموسيقى لسيرجيو مينديز التي ظهرت في ألبوم بيليه . صاحب الألبوم فيلمًا وثائقيًا عن بيليه في عام 1977، من إخراج المخرج فرانسوا ريتشينباخ .

### وفاته
في سبتمبر 2021، خضع بيليه لعملية جراحية لإزالة ورم في الجانب الأيمن من القولون. على الرغم من أن ابنته الكبرى كيلي صرحت بأنه «على ما يرام»، ورد أنه أُعيد إدخاله إلى العناية المركزة بعد بضعة أيام، قبل خروجه أخيرًا في 30 سبتمبر 2021 لبدء العلاج الكيميائي.
في نوفمبر 2022، أفادت إي إس بي إن البرازيلية أن بيليه نُقل إلى المستشفى مصابًا «بتورم عام»، إلى جانب مشاكل في القلب ومخاوف من أن علاجه الكيميائي ليس له التأثير المتوقع، وصرحت ابنته كيلي في ذلك الحين بأنه «لا توجد حالة طوارئ».
في ديسمبر 2022 صرح مستشفى (ألبرت أينشتاين) بمدينة ساو باولو الذي كان يعالج فيه بيليه أن ورمه قد تقدم وأنه يحتاج إلى «رعاية أكبر فيما يتعلق بالاختلالات الكلوية والقلبية». وتوفي في المستشفى في 29 ديسمبر 2022 عن عمر 82 عامًا نتيجة فشل العديد من الأعضاء وهو أحد مضاعفات سرطان القولون.

## الإنجازات
سانتوس
- الدوري البرازيلي: 1961، 1962، 1963، 1964، 1965، 1968[177]
- كوبا ليبرتادوريس: 1962، 1963[178][179]
- كأس الإنتركونتيننتال: 1962، 1963[180]
- كأس سوبر أبطال الانتركونتيننتال: 1968[180]
- بطولة باوليستا: 1958، 1960، 1961، 1962، 1964، 1965، 1967، 1968، 1969، 1973[note 4][183]
- بطولة ريو ساو باولو: 1959، 1963، 1964، 1966[note 5][185]

نيويورك كوسموس
- دوري أمريكا الشمالية لكرة القدم، وعاء كرة القدم: 1977[186]
- دوري أمريكا الشمالية لكرة القدم، بطولة الأطلسي للمؤتمرات: 1977[186]

البرازيل
- كأس العالم: 1958، 1962، 1970[187]
- كأس الأطلسي: 1960[188]
- كأس روكا: 1957، 1963[189][190]
- كأس أوزوالدو كروز: 1958، 1962، 1968[191][192]
- كأس برناردو أوهيغينز: 1959[193]

الفردية
في ديسمبر 2000، تقاسم بيليه ومارادونا جائزة الفيفا لأفضل لاعب في القرن من قبل الفيفا. كانت الجائزة في الأصل تهدف إلى أن تستند إلى تصويتات في استطلاع على شبكة الإنترنت، ولكن بعد أن أصبح واضحًا أنها تفضل دييغو مارادونا، اشتكى العديد من المراقبين من أن طبيعة الإنترنت للاستطلاع كانت ستعني انحرافًا ديموغرافيًا للجماهير الأصغر سنًا الذين كانوا يشاهدون مارادونا وهو يلعب، ولم يشاهدوا بيليه. عين الفيفا لجنة «عائلة كرة القدم» من أعضاء الفيفا لتحديد الفائز بالجائزة مع أصوات قراء مجلة الفيفا. اختارت اللجنة بيليه. منذ فوز مارادونا في استطلاع الإنترنت، تقرر أنه يجب أن يشارك بيليه في الجائزة.
- هدّاف كوبا ليبرتادوريس: 1965[196]
- هدّاف كأس الإنتركونتيننتال: 1962، 1963[197][198][199]
- هدّاف الدوري البرازيلي: 1961، 1963، 1964[200]
- هدّاف بطولة باوليستا: 1957، 1958، 1959، 1960، 1961، 1962، 1963، 1964، 1965، 1969، 1973[185]
- هدّاف بطولة ريو ساو باولو: 1963[201]
- جائزة الكرة الذهبية البرازيلية: 1970[202]
- جائزة أفضل لاعب شاب في كأس العالم: 1958[91]
- الكرة الفضية في كأس العالم: 1958
- الكرة الذهبية في كأس العالم: 1970[89]
- أفضل لاعب بطولة أمريكا الجنوبية: 1959[93]
- هدّاف بطولة أمريكا الجنوبية: 1959[203]
- جائزة كرة الفيفا الذهبية الفخرية: 2013[204]
- لاعب القرن في العالم، من قبل الاتحاد الدولي لتاريخ وإحصاءات كرة القدم: 2000[205][206]
- لاعب القرن في أمريكا الجنوبية، من قبل الاتحاد الدولي لتاريخ وإحصاءات كرة القدم: 2000[205][206]
- أفضل لاعب برازيلي في القرن بالانتخاب من قبل الاتحاد الدولي لتاريخ وإحصاءات كرة القدم: 2006[207]
- جائزة الكرة الذهبية من فرانس فوتبول: 1958، 1959، 1960، 1961، 1963، 1964، 1970 – الفائزون الجدد[208][209]
- جائزة لاعب القرن للفيفا: 2000[89]
- وسام الاستحقاق من الفيفا: 1984[210]
- جائزة الفيفا المئوية: 2004[211]
- أفضل 125 لاعب كرة قدم حي: 2004[212]
- الفائز بأفضل 100 في كأس العالم من 1930–1990 من فرانس فوتبول[213]
- شخصية بي بي سي الرياضية نجم الرياضة العالمية لهذا العام: 1970[214]
- جائزة بي بي سي الرياضية لأفضل شخصية العام في الإنجاز مدى الحياة: 2005[215]
- جائزة لوريوس للإنجاز مدى الحياة: 2000[216]
- أعظم لاعب كرة قدم لعب هذه اللعبة على الإطلاق، من قبل القدم الذهبية: 2012[217]
- رياضي القرن، وكالة رويترز للأنباء: 1999[218]
- رياضي القرن، منتخب من قبل اللجنة الأولمبية الدولية: 1999[219]
- جائزة أفضل لاعب في أمريكا الجنوبية: 1973[220]
- لاعب القرن، منتخب من قبل الفائزين بجائزة الكرة الذهبية في فرانس فوتبول: 1999[221]
- تم إدراجه في قاعة مشاهير كرة القدم الأمريكية الوطنية: 1992[211]
- فريق العالم في القرن العشرين: 1998[222]
- تايم: أحد أهم 100 شخصية في القرن: 1999[223]
- ضمن أفضل تشكيلة في التاريخ من ورلد سوكر: 2013[224]
- جائزة التكريم من اتحاد كتاب كرة القدم: 2018[225]
- مدرج ضمن فريق كل النجوم في دوري أمريكا الشمالية لكرة القدم: 1975، 1976، 1977[226]
- الرقم 10 مُعلّق فريق نيويورك كوسموس تقديراً لمساهمته مع النادي: 1977[227][228]
- مواطن منتخب في العالم من قبل الأمم المتحدة: 1977[229]
- سفير النوايا الحسنة المنتخب من قبل اليونسكو: 1993[229]
- فريق الأحلام لجائزة الكرة الذهبية: 2020[230]
- فريق الأحلام في التاريخ من الاتحاد الدولي لتاريخ وإحصاءات كرة القدم: 2021[231]
- فريق الأحلام لأمريكا الجنوبية من الاتحاد الدولي لتاريخ وإحصاءات كرة القدم: 2021[232]

الأوسمة
- وسام ريو برانكو: 1967[233]
- فارس قائد وسام الإمبراطورية البريطانية (الفروسية الفخرية): 1997[234]
- اُختير قائداً لوسام ريو برانكو بعد تسجيله الهدف الألف: 1969[229]
- مُنح وسام صليب جمهورية المجر: 1994[229]
- حصل على وسام الفيفا تقديراً لثمانين عاماً قضاها كمؤسسة رياضية: 1984[229]
- مُنح وسام الاستحقاق من أمريكا الجنوبية من كونميبول: 1984[229]
- مُنح وسام الأبطال من منظمة الشباب الكاثوليكي بالولايات المتحدة الأمريكية: 1978[229]
- حصل على وسام الاستحقاق الوطني من قبل حكومة البرازيل: 1991[229]
- النظام الأولمبي من اللجنة الأولمبية الدولية: 2016[235]

الأرقام القياسية
- هدّاف المنتخب البرازيلي التاريخي: 77 (95 بما في ذلك المباريات الودية غير الرسمية)[236]
- هدّاف نادي سانتوس التاريخي: 643 (في 659 مباراة رسمية)[29]
- أكثر من سجل أهداف في كأس الإنتركونتيننتال: 7[237]
- أكبر عدد من الهاتريك في كرة القدم العالمية: 92[238]
- أكثر من سجل أهداف مهنية في كرة القدم العالمية (بما في ذلك المباريات الودية): 1،283 (في 1،363 مباراة)[239]
- أكثر من فاز بميداليات الفائزين بكأس العالم: 3 (1958، 1962، 1970)[239][240]
- أصغر لاعب فاز بكأس العالم: بعمر 17 عامًا و249 يومًا (1958)[241]
- أصغر لاعب سجل هدف في كأس العالم: بعمر 17 عامًا و239 يومًا (مع البرازيل ضد ويلز، 1958)[89][242]
- أصغر لاعب يسجل هاتريك في كأس العالم: بعمر 17 عامًا و244 يومًا (مع البرازيل ضد فرنسا، 1958)[242]
- أصغر لاعب يشارك في نهائي كأس العالم: بعمر 17 عامًا و249 يومًا (1958)[243]
- أصغر لاعب سجل هدف في نهائي كأس العالم: بعمر 17 عامًا و249 يومًا (مع البرازيل ضد السويد، 1958)[243]
- أكثر من صنع أهداف في بطولة كأس العالم: 10 (1958–1970)[244]
- أكثر من صنع أهداف في بطولة كأس عالم واحدة: 6 (1970)[245]
- أكثر من صنع أهداف في نهائيات كأس العالم: 3 (1 في 1958 و2 في 1970)[245]
- أكثر من سجل أهداف في نهائيات كأس العالم: 3 (2 في 1958 و1 في 1970) (بالشراكة مع فافا وجيوف هورست وزين الدين زيدان)[246]
- أكثر من سجل أهداف في سنة تقويمية (معترف بها من قبل الفيفا): 127 (1959)[245]

## الإحصائيات

### النادي
غالبًا ما تذكر الفيفا أن سجل بيليه التهديفي بلغ 1281 هدفًا في 1363 مباراة. يتضمن هذا الرقم الأهداف التي سجلها بيليه في مباريات النادي الودية، مثل الجولات الدولية التي أكملها بيليه مع سانتوس ونيويورك كوزموس، وبعض المباريات التي لعبها بيليه مع فرق القوات المسلحة البرازيلية خلال خدمته الوطنية في البرازيل. أدرج في موسوعة غينيس للأرقام القياسية لأكثر لاعب سجل أهداف رسمية في كرة القدم.
تسجل الجداول أدناه كل هدف سجله بيليه في مسابقات الأندية الرئيسية لسانتوس ونيويورك كوزموس.
| النادي | الموسم  | بطولة باوليستا | بطولة باوليستا | ريو ساو باولو | ريو ساو باولو | الدوري البرازيلي | الدوري البرازيلي | المسابقات المحلية المجموع الفرعي | المسابقات المحلية المجموع الفرعي |                  | المسابقات الدولية | المسابقات الدولية    | المسابقات الدولية    | المسابقات الدولية | المجموع | المجموع |
| النادي | الموسم  | بطولة باوليستا | بطولة باوليستا | ريو ساو باولو | ريو ساو باولو | الدوري البرازيلي | الدوري البرازيلي | المسابقات المحلية المجموع الفرعي | المسابقات المحلية المجموع الفرعي | كوبا ليبرتادوريس | كوبا ليبرتادوريس  | كأس الإنتركونتيننتال | كأس الإنتركونتيننتال |                   | المجموع | المجموع |
| النادي | الموسم  | المباريات      | الأهداف        | المباريات     | الأهداف       | المباريات        | الأهداف          | المباريات                        | الأهداف                          | المباريات        | الأهداف           | المباريات            | الأهداف              | المباريات         | الأهداف |         |
| ------ | ------- | -------------- | -------------- | ------------- | ------------- | ---------------- | ---------------- | -------------------------------- | -------------------------------- | ---------------- | ----------------- | -------------------- | -------------------- | ----------------- | ------- | ------- |
| سانتوس | 1956    | 0*             | 0*             |               |               |                  |                  | 1                                | 1                                |                  |                   |                      |                      | 1                 | 1       |         |
| سانتوس | 1957    | 14+15*         | 19+17*         | 9             | 5             |                  |                  | 38*                              | 41*                              |                  |                   |                      |                      | 38*               | 41*     |         |
| سانتوس | 1958    | 38             | 58             | 8             | 8             |                  |                  | 46                               | 66                               |                  |                   |                      |                      | 46*               | 66*     |         |
| سانتوس | 1959    | 32             | 45             | 7             | 6             | 4*               | 2*               | 39                               | 51                               |                  |                   |                      |                      | 43*               | 53*     |         |
| سانتوس | 1960    | 30             | 33             | 3             | 0             | 0                | 0                | 33                               | 33                               | 0                | 0                 | 0                    | 0                    | 33*               | 33*     |         |
| سانتوس | 1961    | 26             | 47             | 7             | 8             | 5*               | 7                | 33                               | 55                               | 0                | 0                 | 0                    | 0                    | 38*               | 62*     |         |
| سانتوس | 1962    | 26             | 37             | 0             | 0             | 5*               | 2*               | 26                               | 37                               | 4*               | 4*                | 2                    | 5                    | 37*               | 48*     |         |
| سانتوس | 1963    | 19             | 22             | 8             | 14            | 4*               | 8                | 27                               | 36                               | 4*               | 5*                | 1                    | 2                    | 36                | 51*     |         |
| سانتوس | 1964    | 21             | 34             | 4             | 3             | 6*               | 7                | 25                               | 37                               | 0*               | 0*                | 0                    | 0                    | 31*               | 44*     |         |
| سانتوس | 1965    | 30             | 49             | 7             | 5             | 4*               | 2*               | 37                               | 54                               | 7*               | 8                 | 0                    | 0                    | 48*               | 64*     |         |
| سانتوس | 1966    | 14             | 13             | 0*            | 0*            | 5*               | 2*               | 14*                              | 13*                              | 0                | 0                 | 0                    | 0                    | 19*               | 15*     |         |
| سانتوس | 1967    | 18             | 17             |               |               | 14*              | 9*               | 32*                              | 26*                              | 0                | 0                 | 0                    | 0                    | 32*               | 26*     |         |
| سانتوس | 1968    | 21             | 17             |               |               | 17*              | 11*              | 38*                              | 28*                              | 0                | 0                 | 0                    | 0                    | 38*               | 28*     |         |
| سانتوس | 1969    | 25             | 26             |               |               | 12*              | 12*              | 37*                              | 38*                              | 0                | 0                 | 0                    | 0                    | 37*               | 38*     |         |
| سانتوس | 1970    | 15             | 7              |               |               | 13*              | 4*               | 28*                              | 11*                              | 0                | 0                 | 0                    | 0                    | 28*               | 11*     |         |
| سانتوس | 1971    | 19             | 8              |               |               | 21               | 1                | 40                               | 9                                | 0                | 0                 | 0                    | 0                    | 40                | 9       |         |
| سانتوس | 1972    | 20             | 9              |               |               | 16               | 5                | 36                               | 14                               | 0                | 0                 | 0                    | 0                    | 36                | 14      |         |
| سانتوس | 1973    | 19             | 11             |               |               | 30               | 19               | 49                               | 30                               | 0                | 0                 | 0                    | 0                    | 49                | 30      |         |
| سانتوس | 1974    | 10             | 1              |               |               | 17               | 9                | 27                               | 10                               | 0                | 0                 | 0                    | 0                    | 27                | 10      |         |
| سانتوس | المجموع | 412            | 470            | 53            | 49            | 173*             | 100*             | 638*                             | 619*                             | 15               | 17                | 3                    | 7                    | 656               | 643     |         |

- * تشير إلى أنه تم استنتاج الرقم من قائمة rsssf.com وقائمة مباريات بيليه.

| النادي         | الموسم  | الدوري    | الدوري  | ما بعد الموسم | ما بعد الموسم | أخرى      | أخرى    | المجموع   | المجموع |
| النادي         | الموسم  | المباريات | الأهداف | المباريات     | الأهداف       | المباريات | الأهداف | المباريات | الأهداف |
| -------------- | ------- | --------- | ------- | ------------- | ------------- | --------- | ------- | --------- | ------- |
| نيويورك كوزموس | 1975    | 9         | 5       | –             | –             | 14        | 10      | 23        | 15      |
| نيويورك كوزموس | 1976    | 22        | 13      | 2             | 2             | 18        | 11      | 42        | 26      |
| نيويورك كوزموس | 1977    | 25        | 13      | 6             | 4             | 11        | 6       | 42        | 23      |
| المجموع        | المجموع | 56        | 31      | 8             | 6             | 43        | 27      | 107       | 64      |

### المنتخب
بيليه هو هداف المنتخب البرازيلي لكرة القدم برصيد 77 هدفا في 92 مباراة رسمية. سجل 12 هدفًا وكان له الفضل في 10 تمريرات حاسمة في 14 مباراة في كأس العالم، بما في ذلك 4 أهداف و7 تمريرات حاسمة في عام 1970. يشارك بيليه مع أوفه زيلر وميروسلاف كلوزه وكريستيانو رونالدو الإنجاز المتمثل في كونهم اللاعبين الوحيدين الذين سجلوا في أربع بطولات منفصلة من كأس العالم.
المصدر:
| الفريق   | العام   | المباريات | الأهداف | المعدل |
| -------- | ------- | --------- | ------- | ------ |
| البرازيل | 1957    | 2         | 2       | 1.00   |
| البرازيل | 1958    | 7         | 9       | 1.28   |
| البرازيل | 1959    | 9         | 11      | 1.22   |
| البرازيل | 1960    | 6         | 4       | 0.67   |
| البرازيل | 1961    | 0         | 0       | —      |
| البرازيل | 1962    | 8         | 8       | 1.00   |
| البرازيل | 1963    | 7         | 7       | 1.00   |
| البرازيل | 1964    | 3         | 2       | 0.67   |
| البرازيل | 1965    | 8         | 9       | 1.12   |
| البرازيل | 1966    | 9         | 5       | 0.55   |
| البرازيل | 1967    | 0         | 0       | —      |
| البرازيل | 1968    | 7         | 4       | 0.57   |
| البرازيل | 1969    | 9         | 7       | 0.77   |
| البرازيل | 1970    | 15        | 8       | 0.53   |
| البرازيل | 1971    | 2         | 1       | 0.50   |
| المجموع  | المجموع | 92        | 77      | 0.84   |

### الملخص
تختلف إحصائيات بيليه عن الأهداف والمباريات بين المصادر بسبب المباريات الودية. تذكر مؤسسة إحصاءات وثيقة لرياضة كرة القدم أن بيليه سجل 767 هدفًا في 831 مباراة رسمية. الجدول التالي هو خلاصة وافية للمصادر التي تتضمن بيانات من مواقع نادي سانتوس وموقع الفيفا الرسمي وغيرها.
|                  | المباريات | الأهداف | المعدل |
| ---------------- | --------- | ------- | ------ |
| البطولات المحلية | 702       | 656     | 0.94   |
| البطولات الدولية | 18        | 24      | 1.33   |
| منتخب البرازيل   | 92        | 77      | 0.84   |
| المجموع          | 812       | 757     | 0.93   |

## الملاحظات
1. ↑  افترض بيليه أنها كانت إهانة لأن الكلمة ليس لها معنى في اللغة البرتغالية. اكتشف في العقد الأول من القرن الحادي والعشرين أن الكلمة تعني «معجزة» بالعبرية.[36]
2. ↑  تم تجاوز هذا الرقم من قبل أيرلندا الشمالية نورمان وايتسايد في كأس العالم 1982. سجل هدفه الأول في كأس العالم ضد ويلز في ربع النهائي، وهو الهدف الوحيد في المباراة، ليساعد البرازيل على التقدم إلى الدور نصف النهائي، بينما أصبح أصغر هداف في تاريخ كأس العالم على الإطلاق عند 17 سنة و239 يوم.[86]
3. ↑  بيليه يتوقف في منتصف الفترة التي سبقت ركلة الجزاء قبل تسديد للكرة. اشتكى حراس المرمى من أن هذا منح المهاجمين ميزة غير عادلة، ومع ذلك، وفي سبعينيات القرن الماضي، حظر الفيفا هذه الخطوة من المسابقات.[130]
4. ↑  عُقدت باوليستا عام 1973 بالاشتراك مع جمعية بورتوغيزا الرياضية.[181][182]
5. ↑  عُقد سباق تورنيو ريو ساو باولو عام 1964 بالاشتراك مع بوتافوغو.[184]

## وصلات خارجية
- بيليه على موقع IMDb (الإنجليزية)
- بيليه على موقع الموسوعة البريطانية (الإنجليزية)
- بيليه على موقع ألو سيني (الفرنسية)
- بيليه على موقع ميوزك برينز (الإنجليزية)
- بيليه على موقع أول موفي (الإنجليزية)
- بيليه على موقع قاعدة بيانات الأفلام السويدية (السويدية)
- بيليه على موقع إن إن دي بي (الإنجليزية)
- بيليه على موقع ديسكوغز (الإنجليزية)
- بيليه على موقع قاعدة بيانات الفيلم (الإنجليزية)
- بيليه على موقع كينوبويسك (الروسية)
- بيليه على موقع الاتحاد الدولي (مؤرشف)  (الإنجليزية)
- بيليه على موقع الاتحاد الأوربي (الإنجليزية)
- بيليه على موقع قاعدة بيانات كرة القدم.إي يو (الإنجليزية)
- بيليه على موقع ليكيب (الفرنسية)
- بيليه على موقع ناشيونال فوتبول تيمز (الإنجليزية)
- بيليه على موقع Soccerbase.com (لاعب) (الإنجليزية)
- بيليه على موقع Soccerway.com (الإنجليزية)
- بيليه على موقع عالم كرة القدم.نت (الإنجليزية)
- بيليه على موقع أوليمبيديا (الإنجليزية)